# Gordan Mihić
Gordan Mihić, cirill írással: Гордан Михић (Mostar, 1938. szeptember 19. – Belgrád, 2019. augusztus 11.) szerb forgatókönyvíró.

## Fontosabb filmjei
- Patkányok ébredése (Budjenje pacova) (1967)
- Mikor Halott és fehér leszek (Kad budem mrtav i beo) (1967)
- A rovarölő (Bubasinter) (1971)
- És az Isten megteremté a kávéházi énekesnőt (I Bog stvori kafansku pevacicu) (1972)
- A strand téli őre (Cuvar plaze u zimskom periodu) (1976)
- Irány: Belgrád (Povratak otpisanih) (1976)
- A lepkefelhő (Leptirov oblak) (1977)
- Kísérlet a szabadulásra (Pas koji je voleo vozove) (1977)
- Balkán expressz (Balkan ekspres) (1983)
- '68 szeszélyes nyara (Varljivo leto '68) (1984)
- Boldog 1949-es évet! (Srecna nova '49) (1986)
- Cigányok ideje (Dom za vesanje) (1988)
- Argentin tangó (Tango argentino) (1992)
- Valaki más Amerikája (Someone Else's America) (1995)
- Macska-jaj (Crna macka, beli macor) (1998)
- Mária (Maria) (2003)
- A mennyország kapuja (Gate to Heaven) (2003)
- Abszurdisztán (Absurdistan) (2008)